# Барнард (лунный кратер)
Кратер Барнард (лат. Barnard), не путать с кратером Барнард на Марсе, — крупный ударный кратер у восточного лимба видимой стороны Луны. Название дано в честь американского астронома-наблюдателя Эдварда Эмерсона Барнарда (1857—1923) и утверждено Международным астрономическим союзом в 1964 г. Образование кратера относится к донектарскому или нектарскому периоду.

## Описание кратера
Кратер слегка перекрывает часть вала кратера Гумбольдт, расположенного на северо-западе от кратера. На юге от кратера расположен кратер Абель, на северо-востоке — кратер Кюри, на юго-востоке — Море Южное. 

Селенографические координаты центра кратера — 29°47′ ю. ш. 85°57′ в. д. / 29,79° ю. ш. 85,95° в. д., диаметр — 116 км, глубина — 2,66 км.

Кратер существенно разрушен последующими за время его существования импактами, наиболее сохранившейся является западная часть вала. Высота вала над окружающей местностью составляет 1510 м, объем кратера приблизительно 11 000 км³. Дно чаши кратера неровное, особенно в южной части. В центре кратера с небольшим смещением к западу находятся два схожих кратера.

## Сателлитные кратеры
| Барнард | Координаты                                            | Диаметр, км |
| ------- | ----------------------------------------------------- | ----------- |
| A       | 32°09′ ю. ш. 85°04′ в. д. / 32,15° ю. ш. 85,06° в. д. | 15,4        |
| D       | 31°20′ ю. ш. 89°10′ в. д. / 31,34° ю. ш. 89,17° в. д. | 52,2        |